# Diocese de San Luis
A Diocese de San Luis (em latim: Dioecesis Sancti Ludovici in Argentina) é uma diocese localizada na cidade de San Luis, pertencente a Arquidiocese de San Juan de Cuyo na Argentina. Foi fundada em 20 de abril de 1934 pelo Papa Pio XI. Com uma população católica de 397.100 habitantes, sendo 89,8% da população total, possui 47 paróquias com dados de 2017.

## História
A Diocese de San Luis foi criada em 20 de abril de 1934 pela cisão da então Diocese de San Juan de Cuyo, essa elevada à condição de arquidiocese no mesmo dia.

## Lista de bispos
A seguir uma lista de bispos desde a criação da diocese.
|                 | Nome                           | Período    | Notas                             |
| Bispos          | Bispos                         | Bispos     | Bispos                            |
| --------------- | ------------------------------ | ---------- | --------------------------------- |
| 7º              | Gabriel Bernardo Barba         | 2020-atual |                                   |
| 6º              | Pedro Daniel Martinez Perea    | 2011-2020  |                                   |
| 5º              | Jorge Luis Lona                | 2001-2011  |                                   |
| 4º              | Juan Rodolfo Laise, O.F.M.Cap. | 1971-2001  |                                   |
| 3º              | Carlos María Cafferata         | 1961-1971  |                                   |
| 2º              | Emilio Antonio di Pasquo       | 1945-1961  | Nomeado Bispo de Avellaneda-Lanús |
| 1º              | Pedro Dionisio Tibiletti       | 1934-1945  |                                   |
| Bispo-coadjutor |                                |            |                                   |
|                 | Pedro Daniel Martinez Perea    | 2009–2011  |                                   |
|                 | Jorge Luis Lona                | 2000-2001  |                                   |
|                 | Juan Rodolfo Laise, O.F.M.Cap. | 1971       |                                   |